# Alberto Montellanos
Alberto Montellanos Huertas fue un futbolista peruano. Nació en la ciudad de Lima en el año de 1899. Surgió en el club Sport José Gálvez, actuando luego en Alianza Lima de 1922 a 1935, jugando un total de 86 partidos, anotando 44 goles. Obtuvo, con el club blanquiazul cinco campeonatos los años 1927, 1928, 1931, 1932 y 1933.
Le llamaban el Hombre Culebra por su manera de moverse en el campo para eludir rivales. Jugador de potente disparo, fue uno de los primeros goleadores en la historia del club Alianza Lima. Famoso por el gran gol que le hiciera al "Divino" Zamora cuando el Deportivo Español visitó Lima en 1926. Integró la primera selección peruana con la que participó en la Copa América 1927, donde fue titular en todos los partidos, anotando el gol del triunfo, en la primera victoria de una selección peruana, vs Bolivia (3-2). Además, anotó el único gol del primer partido de Perú vs Chile de la historia, durante la Copa América 1935. Trabajaba como obrero en la fábrica de Tejidos La Victoria.
Dirigió a Alianza Lima en la final del Campeonato Peruano de Fútbol de 1955 contra Universitario, misma que ganó, en los encuentros del Apertura de 1956 —que también ganó— y en los encuentros del Campeonato Peruano de Fútbol de 1956 previos a la temporada internacional de diciembre de aquel año.

## Trayectoria
| Equipo            | Temporadas    | Partidos | Goles | Promedio |
| ----------------- | ------------- | -------- | ----- | -------- |
| Sport José Gálvez | 1920 - 1921   | 25       | 10    | 0,83     |
| Alianza Lima      | 1922 - 1935   | 86       | 44    | 0,78     |
| Total carrera     | Total carrera | 111      | 54    | 0,49     |

## Palmarés
| Título           | Club         | País | Año  | PJ | GF |
| ---------------- | ------------ | ---- | ---- | -- | -- |
| Primera División | Alianza Lima | Perú | 1927 | ?  | 2  |
| Primera División | Alianza Lima | Perú | 1928 | ?  | 7  |
| Primera División | Alianza Lima | Perú | 1931 | ?  | 8  |
| Primera División | Alianza Lima | Perú | 1932 | ?  | 0  |
| Primera División | Alianza Lima | Perú | 1933 | ?  | 1  |

### Torneos cortos
| Título                     | Club         | País | Año  | PJ | GF |
| -------------------------- | ------------ | ---- | ---- | -- | -- |
| Torneo de Primeros Equipos | Alianza Lima | Perú | 1931 | ?  | 8  |
| Torneo de Primeros Equipos | Alianza Lima | Perú | 1932 | ?  | 0  |
| Torneo de Primeros Equipos | Alianza Lima | Perú | 1933 | ?  | 1  |

### Como técnico
| Título                               | Club         | País | Año  |
| ------------------------------------ | ------------ | ---- | ---- |
| Campeonato Peruano de Fútbol de 1955 | Alianza Lima | Perú | 1955 |
| Torneo Apertura de 1956              | Alianza Lima | Perú | 1956 |

## Con la Selección Nacional
| Campeonato                   | Sede | Resultado |
| ---------------------------- | ---- | --------- |
| Campeonato Sudamericano 1927 | Lima | Tercero   |
| Campeonato Sudamericano 1935 | Lima | Tercero   |